# Shawn Stasiak
Shawn Stasiak (født Sean Stipich d. 21. juli 1970) er en Amerikansk fribryder, der kæmpede for bl.a. WWE i 1999 og igen fra 2001 til 2002, og for WCW fra 2000 til 2001.

## Biografi

### World Wrestling Federation
Ved sit første job hos WWE (dengang WWF) wrestlede Sean Stipich som Meat. Her spillede han rollen som Pretty Mean Sisters "kæledyr", der udførte deres beskidte arbejde. Ved Survivor Series 1999 mødte Sean, Kurt Angle, i Angles debut kamp. Angle besejrede Meat, og er senere blevet en af de største i wrestling branchen. Stipich blev fyret fra WWF, da det viste sig han optog private telefonsamtaler mellem wrestlere og bestyrelsen.

### World Championship Wrestling
Der gik ikke lang tid før Sean dukkede op i WCW, nu som Shawn Stasiak. Han debuterede som medlem af New Blood, og fejdede med legenden Curt Hennig. Shawn Stasiak blev ved med at stjæle Hennigs kendte manøvre, og det endte i en kamp mellem de to ved WCW Slamboree 2000, hvor han besejrede legenden. Derefter hjalp han Filthy Animals gruppen i New Blood, i deres fejde mod Misfits in Action. Shawn Stasiak mødte deres leder, G.I. Bro ved WCW Great American Bash 2000, i en såkaldt Boot Camp kamp. Herefter blev Shawn Stasiak tag team wrestler, og dannede par med Chuck Palumbo som The Perfect Event. The Perfect Event vandt WCW tag team titlerne flere gange, og blev medlemmer af Natural Born Thrillers. En af de mest mindeværdige øjeblikke The Perfect Event havde, var da de blev låst inde i to solarie senge, af en af WCWs producere, hvilket resulterede i at de blev forfærdeligt solbrændt, og krævede en kamp mod den drilagtige producer. Det gik dem dog ikke godt da Woody, fik hjælp af Brian Adams. I Natural Born Thrillers løb Stasiak og Palumbo ind i problemer, da resten af gruppen ikke ville have Stasiak i gruppen længere. Det viste sig dog at være fup, og i stedet sparkede gruppen deres mentor, den legendariske Kevin Nash, ud af gruppen. Gruppen begyndte dog at strides internt, og Stasiak begyndte at danne et kortvarigt tag team med Mark Jindrak. Shawn Stasiak begyndte igen at wrestle som singles wrestler, og fik tilnavnet "The Star". Stacy Keibler var nu hans manager, og Shawn Stasiak blev en af de største "bad guys" i WCWs sidste tid. På den allersidste episode af WCW Monday Nitro, besejrede Shawn Stasiak, Bam Bam Bigelow.

### World Wrestling Entertainment
Shawn Stasiak var en af de wrestlere der blev tilbudt en kontrakt af WWE, da de opkøbte WCW. Han vendte tilbage til WWE, som medlem af Alliancen. Ved WWE Invasion 2001, vandt Shawn Stasiak, Hugh Morrus og Chris Kanyon en kamp over WWE folkene Billy Gunn, Big Show og Albert. Shawn Stasiaks optrædener i WWE var begrænsede. Først i 2002 så man noget til ham igen, denne gang i form af en skizofren galning, der påstod han kom fra Planet Stasiak. Shawn Stasiak blev udelukkende brugt som jobber, men opnåede minimal succes, idet han vandt Hardcore titlen hele 15 gange. Det sidste man så til Stasiak i WWE, var da Eric Bischoff beordrede et angreb på ham og D'Lo Brown, af 3 Minute Warning. Shawn Stasiak nåede at medvirke i et af WWEs populære videospil, WWE SmackDown! Shut Your Mouth i 2002.

### Privat
Sean Stipich er søn af den tidligere WWE mester, Stan Stasiak. I 2003 blev Stasiak uddannet kiropraktor, og har arbejdet med det siden. Han har wrestlet på enkelte shows siden januar, 2006.